# 特定調停
特定調停（とくていちょうてい）とは、日本の民事調停手続の一種であり、特定債務者の経済的再生に資するためになされる、特定債務者及びその債権者その他の利害関係人の間における利害関係の調整に係る民事調停であって、当該調停の申立ての際に特定調停手続により調停を行うことを求める旨の申述（特定調停法3条1項）があったものをいう（同法2条3項、2項）。
要するに、特定調停とは、借金の返済が滞りつつある借主について、裁判所が、借主と貸主その他の利害関係人（保証人など）との話し合いを仲介し、返済条件の軽減等の合意が成立するよう働き掛け、借主が経済的に立ち直れるよう支援する手続である。このような性質を有するため、民事調停の一種ではあるが、倒産処理手続の中の再建型手続の一種として位置づけられることがある。実際にも、多額の借金を抱える者が破産せずに返済の負担を軽減できる制度として広く利用され、その申立ては2000（平成12）年の特定調停法施行後急激に増加し続けた（特に大阪市の三セク。大阪ドーム、クリスタ長堀など）。もっとも、2004（平成16）年現在、申立件数は減少に転じつつある。

## 申立て
特定債務者は、自己に対して金銭債権を有する者その他の利害関係人との間における、金銭債務の内容の変更、担保関係の変更その他の金銭債務に係る利害関係の調整（特定債務等の調整、特定調停法2条2項）に係る調停の申立てをするときは、その申立ての際に、特定調停手続により調停を行うことを求める旨の申述をすることができる（同法3条1項、2項）。
ここにいう特定債務者（とくていさいむしゃ）とは、以下の者をいう（同法2条1項）。
1. 金銭債務を負っている者であって、支払不能（破産原因を参照）に陥るおそれのあるもの若しくは事業の継続に支障を来すことなく弁済期にある債務を弁済することが困難であるもの。要するに、近々支払期日が来る借金を契約どおり支払っていては、最低限度の生活費にすら事欠くとか、運転資金が不足してしまうおそれが強い者である。
2. 債務超過に陥るおそれのある法人。

申立人は、申立てと同時に（やむを得ない理由がある場合にあっては、申立ての後遅滞なく）、財産の状況を示すべき明細書その他特定債務者であることを明らかにする資料及び関係権利者（特定債務者に対して財産上の請求権を有する者及び特定債務者の財産上に担保権を有する者。同法2条4項）の一覧表を提出しなければならない（同法3条3項）。非事業者の個人であれば、こうした資料や一覧表は、各地の簡易裁判所が受付相談の際の資料として作成しているひな形を利用すれば、形式を一応整えることができる。

## 調停のための環境整備

### 民事執行手続の停止等
特定調停に係る事件の係属する裁判所は、事件を特定調停によって解決することが相当であると認める場合において、特定調停の成立を不能にし若しくは著しく困難にするおそれがあるとき、又は特定調停の円滑な進行を妨げるおそれがあるときは、申立てにより、特定調停が終了するまでの間、特定調停の目的となった権利に関する民事執行の手続の停止を命ずることができる（特定調停法7条1項本文）。

これは、一般の執行停止（民事訴訟法398条、民事執行法36条、民事保全法27条など）よりも緩やかな要件で執行停止を認めるものであり、また、特定債務者が立担保の資力に乏しい事案が多いことから、無担保で発令されることも少なくない。
この他、調停委員会又は裁判官は、調停のために特に必要があると認めるときは、当事者の申立てにより、相手方その他の事件の関係人に対して、現状の変更又は物の処分の禁止その他調停の内容たる事項の実現を不能にし又は著しく困難ならしめる行為の排除を命ずることができる（調停前の措置。同法22条、民事調停法12条1項、15条）。

調停前の措置は、執行力（強制執行の手続により命令の内容を強制的に実現し得る効力）を有しない（同条2項）とはいえ、無担保で迅速に発令されることから、不渡り及びそれに伴う銀行取引停止処分を回避すべく、手形の取立禁止命令の申立てがしばしばなされる。

### 調停委員会の組織と権限
裁判所は、特定調停を行う調停委員会を組織する民事調停委員として、事件の性質に応じて必要な法律、税務、金融、企業の財務、資産の評価等に関する専門的な知識経験を有する者を指定するものとされている（特定調停法8条）。地方裁判所ごとに管内の各種団体から有識者の推薦を受けて民事調停委員が選任されており、事件ごとに調停委員名簿の中から適宜調停委員会を組織する民事調停委員を指定しているようである。
特定調停においては、当事者は、調停委員会に対し、債権又は債務の発生原因及び内容、弁済等による債権又は債務の内容の変更及び担保関係の変更等に関する事実を明らかにしなければならない（同法10条）。調停委員会は、特定調停のために特に必要があると認めるときは、当事者又は参加人に対し、事件に関係のある文書又は物件の提出を求めることができる（同法12条）。当事者又は参加人が正当な理由なくこの要求に応じないときは、裁判所は、10万円以下の過料に処する。また、調停委員会は、職権で、事実の調査及び証拠調べをすることができる（同法13条）。
後述のように、特定調停においては特定債務者の返済総額を一定の基準に従って圧縮するのが通例であるが、その圧縮計算のために、特定債務者と債権者との間の取引経過を明らかにする必要がある。必要な資料はすべて特定債務者に交付されているはずであるが（貸金業法17条、18条）、実際にはそのほとんどを紛失している特定債務者が多い。このため、調停委員会は、上記の各規定を根拠に、貸金業者に取引経過の開示を要請し、必要な資料の収集に努めている（金融庁事務ガイドライン3-2-7(1)参照）。

### 関係権利者の参加
特定調停の結果について利害関係を有する関係権利者（特定調停法2条4項）が特定調停手続に参加する場合には、調停委員会の許可を受けることを要しない（同法9条）。

## 調停の成立・効力

### 裁判所の関与
特定調停法は、調停委員会や裁判所が公正妥当な調停の成立に向けて積極的に関与することを認めている。
まず、調停委員会が当事者に対し調停条項案を提示する場合には、当該調停条項案は、特定債務者の経済的再生に資するとの観点から、公正かつ妥当で経済的合理性を有する内容のものでなければならない（同法15条）。

調停委員会は、この意味で適切な内容の合意が成立する見込みがない場合又は成立した合意が適切な内容のものであるとは認められない場合において、裁判所が17条決定（後述）をしないときは、特定調停が成立しないものとして、事件を終了させることができる（同法18条）。例えば、貸主が無登録貸金業者であることが判明したような場合、貸主に債務名義を付与するのは妥当ではないとして、事件を終了させることがある。また、特定債務者が一部の貸主との間で他の貸主に比して極端に有利な内容の合意をしたような場合も、公正ではないとして、事件を終了させることがある。
調停委員会が当事者に対してあらかじめ調停条項案を提示し、出頭することが困難であると認められる当事者（遠隔の地に居住しているなど）があらかじめその調停条項案を受諾する旨の書面（受諾書面）を提出しているときは、その当事者が期日に出頭しなくとも、他の当事者が期日に出頭してその調停条項案を受諾すれば、当事者間に合意が成立したものとみなされる（同法16条）。

特定調停を確実に成立させることができる手法として多用された時期もあったが、当事者双方との調停条項案の摺り合わせや受諾書面の取付けのために裁判所が膨大な事務を要求されるため、2003（平成15）年ころまでにはほとんど用いられなくなった。
調停委員会は、当事者の共同の書面による申立てがあるときは、事件の解決のために適当な調停条項を定めることができる（同法17条1項、3項）。調停条項の定めが当事者双方に告知されたときは、当事者間に合意が成立したものとみなされる（同条4項、6項）。

これは、調停委員会による一種の仲裁であるが、17条決定（後述）による方が簡便であるため、実務上は利用頻度は高くないようである。
裁判所は、調停委員会の調停が成立する見込みがない場合においても、相当であると認めるときは、職権で、事件の解決のために必要な決定をすることができる（特定調停に代わる決定。実務上、17条決定（じゅうななじょうけってい）と呼ばれる。同法22条、民事調停法17条）。この決定に対して、当事者が決定の告知を受けた日から2週間以内に異議を申し立てなければ、この決定は、裁判上の和解と同一の効力を有する（同法18条）。この決定についても、前述の内容の適切さが要求されている（特定調停法20条、17条2項）。

特定調停に代わる決定は、特定調停の成立事由の事実上の原則形態となっている。これは、手続が簡易迅速であること、裁判所の事務処理基準を正面から条項に反映させ得ること、貸主側の内部決裁を得やすい（調停担当者の判断で譲歩したというよりも、裁判所が譲歩を要求したという方が、決裁権者の理解を得やすい）ことなどによるものであろう。

### 調停の効力
当事者間に合意が成立し、これを調書に記載したとき、又は17条決定の異議申立期間が経過したときは、調書の記載又は決定は裁判上の和解と同一の効力を有する（特定調停法22条、民事調停法16条、18条3項）。従って、調書の記載又は異議申立期間が経過した決定は和解調書や確定判決と同様に債務名義となり（民事執行法22条7号）、これに基き強制執行をすることができる。
特定調停の不成立により事件が終了し（特定調停法18条1項）、又は異議の申立てにより17条決定が効力を失ったときは、従前の債権債務関係がそのまま存続することになる。もっとも、申立人が事件が終了した旨又は異議申立てがあった旨の通知を受けた日から2週間以内に調停の目的となった請求について訴えを提起したときは、調停の申立ての時に、その訴えの提起があったものとみなされ（同法20条、民事調停法19条）、遡って時効の中断が生じたり（民法147条1号、149条）、手数料の一部を納めたものとみなされたりする（民事訴訟費用等に関する法律5条1項）。

## 特定調停の実際
2002（平成14）年ころまでに、日本全国の簡易裁判所で非事業者の個人である債務者が申し立てる特定調停については、標準的な処理方法が確立したとみられる（実際の運用には、裁判所によって多少の違いがある。）。

それは、申立人から家計の状況を聴取した上で、毎月の収入から相当な生活費を差し引いて支払原資を算出し、この支払原資を各債権者の債権額に応じて比例配分することによって各債権者に対する毎月の支払額を算出するというものである。そして、各債権者の債権額は、みなし弁済の成否にかかわらず一律に利息制限法所定の制限利息で引き直して算出し、かつ、申立日（調停成立日又は17条決定の日とする庁もある。）現在の引直し後の元本利息及び遅延損害金の合計額をもって固定して、将来利息は含めないのが通例である。

期日の進行としては、裁判所は、申立てを受け付けると、第1回調停期日を指定して申立人を呼び出すとともに、債権者である相手方らに取引経過の開示と制限利息による引直し計算とを第1回調停期日までに提出させる。調停委員会は、第1回期日において申立人から家計の状況を聴取し、支払原資を確定して、第2回調停期日において調停条項案を作成する。これを期日間に各債権者に提示して意向を聴取し、第3回調停期日において各債権者との調整を行い、その結果に基づいて17条決定をする例が多い。
大まかな傾向としては、支払期間が4年を超えるような内容の17条決定は相手方らから異議が申し立てられる可能性が高くなるようであるし、日賦貸金業者は制限利息による引直し計算を迫られると収益が激減するため強硬に約定利息による債権額の算出を要求し、制限利息による引直し後の債権額を基に17条決定がなされても、これに対する異議を申し立てたりする。

ただ、異議を申し立てた相手方も、17条決定に沿った入金が続いている限り、申立人に対して債務の一括弁済を請求したり、訴えを提起したりすることは差し控える場合も多く（もちろん、17条決定に異議を申し立てた以上、相手方に対して請求を差し控える法律上の義務はない。）、異議の有無にかかわらず17条決定に沿った入金を続けるよう申立人に指導している例も多い。また、過払いにもかかわらず相互に債権債務の不存在を確認する等、申立人に不利な17条決定がなされた場合、申立人が異議を申し立てることがある。通常、特定調停では過払い金を請求することはできないため、改めて解決をはかることになる。